# Comuna Bakîrivka, Ohtîrka
Bakîrivka (în ucraineană Бакирівка) este o comună în raionul Ohtîrka, regiunea Sumî, Ucraina, formată din satele Bakîrivka (reședința), Lîtovka și Zalisne.

## Demografie
Componența lingvistică a comunei Bakîrivka
     Ucraineană (93,18%)
     Rusă (5,74%)
     Belarusă (1,09%)
Conform recensământului din 2001, majoritatea populației comunei Bakîrivka era vorbitoare de ucraineană (93,18%), existând în minoritate și vorbitori de rusă (5,74%) și belarusă (1,09%).